# Tōkai (Aichi)
Tōkai è una città giapponese della prefettura di Aichi.